# 劍魂II
《劍魂II》是日本Namco公司出品的3D格斗游戏劍魂系列的第二作（若把Namco最初在街机和PlayStation上的作品《刀魂》也算为系列成员，则为第三作）。这是系列中第一部跨平台的作品，存在于索尼PlayStation 2、微软Xbox和任天堂GameCube3种家庭游戏主机及街机之上。由于仅仅针对世嘉公司Dreamcast主机的系列第一作《劍魂》在发行后好评如潮（被权威电子游戏杂志FAMI通评为满分），业界与玩家普遍对《劍魂II》极其期待。然而，游戏于2003年发售后，销售量并不突出。

## 不同版本
- 街机 使用PS2互换机板System-24，机板售价328000日元。
- 家用机 有三种版本：PS2、Xbox、NGC。除各增加一名特有人物以外，系统上并无不同。
- 數位下載版：PS3、Xbox360。可以用NGC以外的特有人物。

## 系统改进與評價
《劍魂II》由于登陆性能好于DC的3种主机，无论是即时演算和动画的画面素质都远远优于系列第一作《刀魂》。此外，游戏中斩的效果加强了许多，无论是横斩还是纵斩的性能都与前作有所不同。本作中当双方武器同时击中对手时，任何一方都不会受到伤害。其他改进包括“墙壁”的概念（在第一作中，角色可以从格斗场景中任何一个方向掉落，而一旦掉下去即失败）和一个加强的Soul Charge（聚魂）系统。特有的8方向移動更加直覺操作。動態擷取是歷代最細膩的。也因此，相較於前作的大技來往，本作更傾向行雲流水的小技攻防牽制。讓格鬥遊戲老練玩家給予偏高評價。
相對的，故事模式草率、系列特有的升官圖模式單調、舞台、角色減少、欠缺搶眼大技、繁雜而令人望之生懼的大量小技，再再摧毀了本系列易上手及吸引、開拓新玩家的優勢。陷入格鬥遊戲系列化時常見的硬蕊化窠臼。
而老玩家則對角色刪減耿耿於懷。有三個在前作人氣不惡的角色儘管動作模組於本作得以延用，卻不對玩家開放。直至海外版才開放可謂為時已晚。這些都成了續作努力的目標。

## 模式
本作包含了多种游戏模式，可选的有：
- 街机模式（Arcade）
- 对战模式（VS）
- 竞时模式（Time Attack）
- 生存模式（Survival）
- 团体模式（Team Battle）
- 练习模式（Practice）
- 剑匠模式（Weapon Master）

## 角色

### 劍魂II新增加的角色
- 卡珊卓
- 塔琳姆
- 洪润星
- 拉斐尔
- 查雷特
- 奈克瑞德
- 三岛平八（PS2独有）
- 閃靈悍將（Xbox独有）
- 林克（NGC独有）

### 继承自前作的角色
- 御剑平四郎
- 柴香華
- 艾薇·瓦倫汀
- 多喜
- 齊力克
- 真喜志
- 亞斯塔羅斯
- 沃尔德
- 夢魘

### 隐藏角色
- 吉光
- 成美娜
- 刺客
- 蜥蜴人
- 狂战士
- 賽凡提斯